# Restauración de los frescos de la Capilla Sixtina

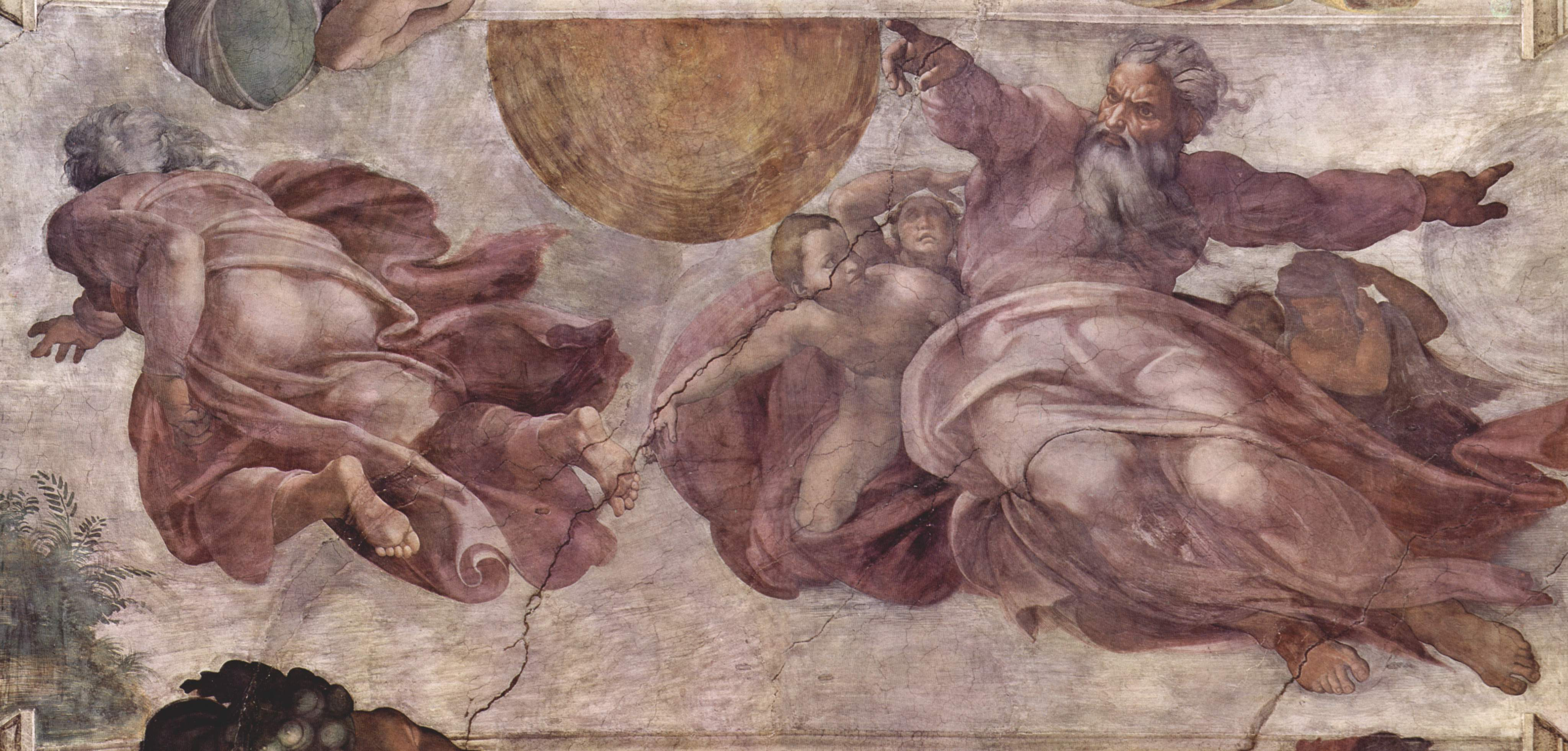
La creación de los astros y las plantas, fresco de Miguel Ángel, sin restaurar.

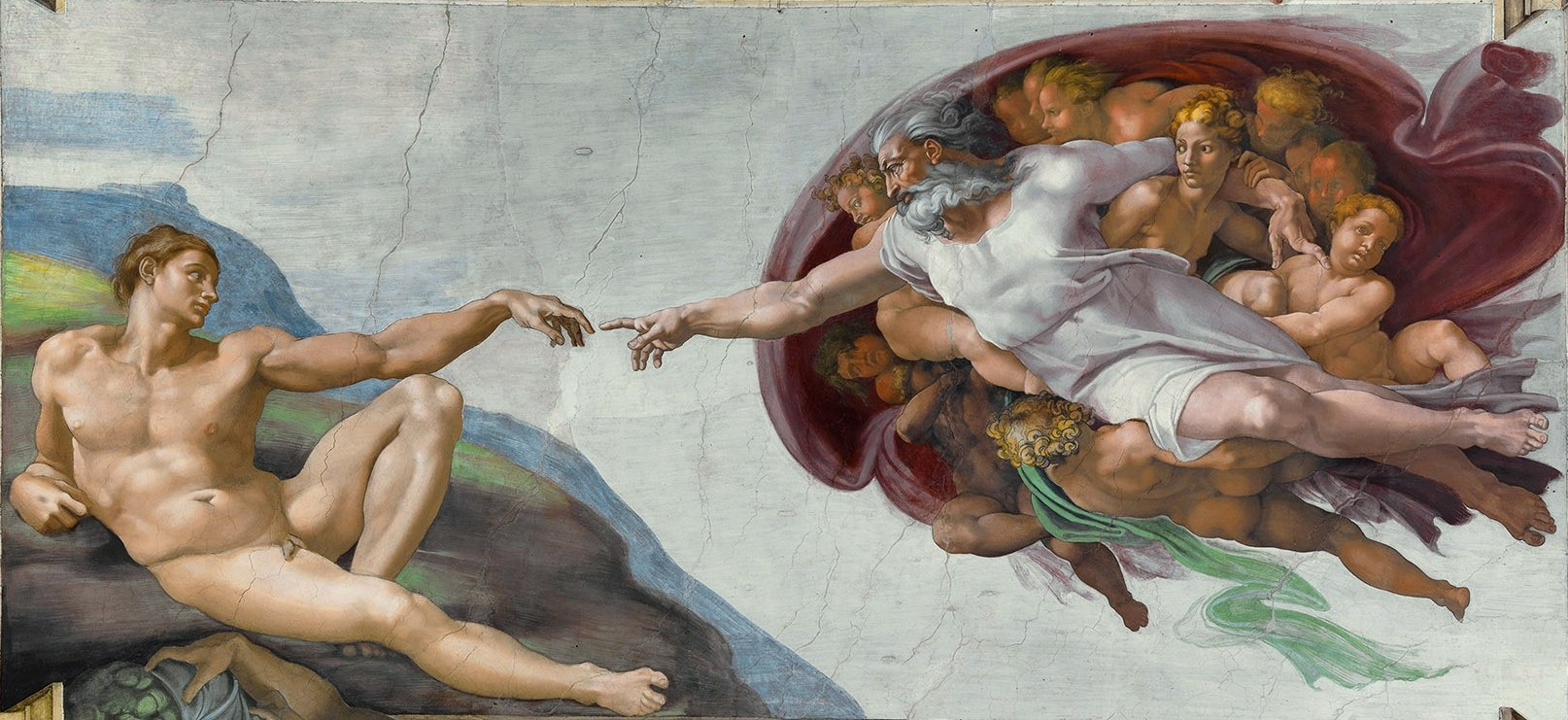
La creación de Adán de Miguel Ángel, restaurada.

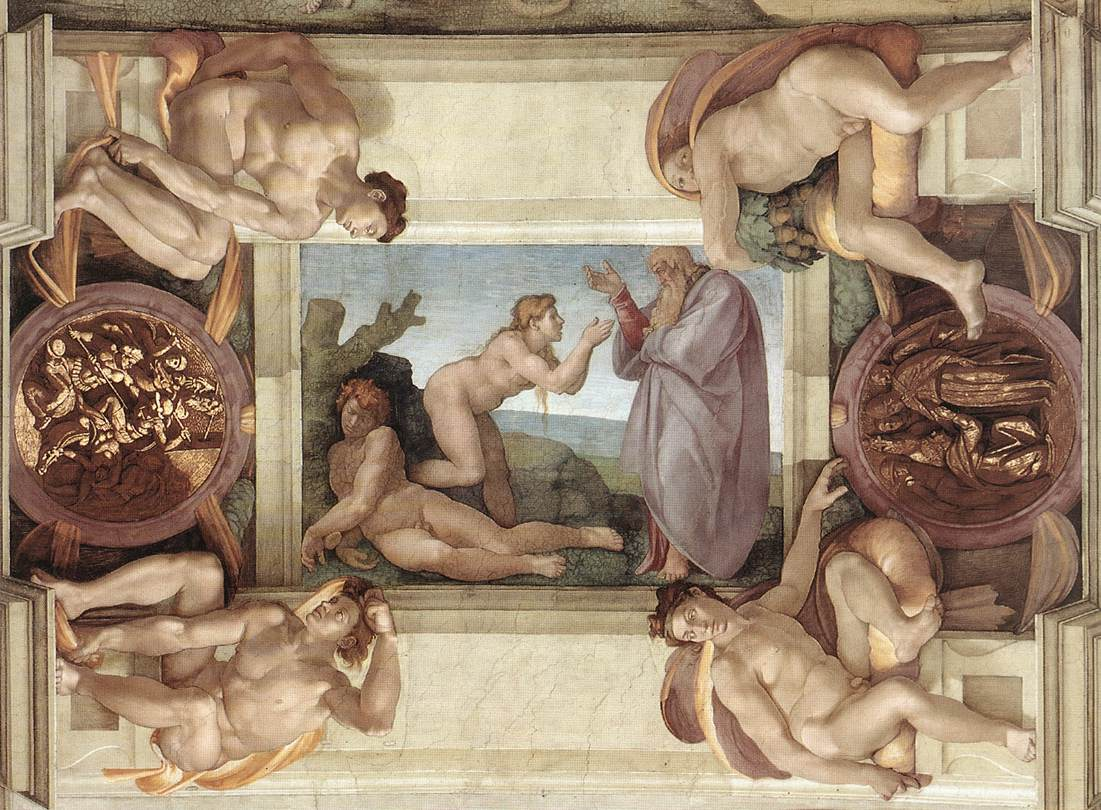
Creación de Eva de Miguel Ángel, después de haber sido restaurada.

La restauración de los frescos de la Capilla Sixtina constituye una de las restauraciones de arte más importantes del siglo XX.
La Capilla Sixtina se construyó en la Ciudad del Vaticano durante el papado de Sixto IV al norte de la Basílica de San Pedro y se completó hacia el año 1481. Sus muros fueron decorados por numerosos pintores renacentistas considerados de los más importantes de la Italia del siglo XV, entre ellos Ghirlandaio, Perugino y Botticelli. La decoración de la Capilla mejoró bajo el gobierno del papa Julio II gracias a las pinturas de la bóveda hechas por Miguel Ángel entre 1508 y 1512 y con la pintura del Juicio Final, también obra de Miguel Ángel, encomendada por el papa Clemente VII y terminada en 1541. Los tapices del nivel inferior, hoy conocidos como Cartones de Rafael, hechos entre 1515–16, completaban el conjunto.
En conjunto, estas pinturas conforman el más grande esquema pictórico del Renacimiento. Tomadas individualmente, algunas de las pinturas de Miguel Ángel de la bóveda están entre las obras de arte occidental más notables jamás creadas. Los frescos de la Capilla Sixtina, y en especial la bóveda y las lunetas de Miguel Ángel, han sido objeto de numerosas restauraciones, siendo la más reciente de ellas entre 1980 y 1994. Esta restauración tuvo un gran efecto sobre los amantes del arte y los historiadores, ya que colores y detalles que no se habían visto durante siglos salieron a la luz. Se ha llegado a decir que, como resultado, "Todo libro sobre Miguel Ángel deberá reescribirse". Otros historiadores, como James Beck de ArtWatch International, han sido muy críticos con la restauración, diciendo que los restauradores no han captado las verdaderas intenciones del artista. Este es un tema de debate continuo.

## Restauraciones previas
Los frescos de la bóveda de la Capilla Sixtina fueron objeto de numerosas intervenciones previas al proceso de restauración que empezó en 1480. Los problemas con la bóveda parece que empezaron con la penetración de agua a través de la planta superior. Hacia 1547 Paolo Giovio escribió que el techo parecía estar siendo dañado por salitre y grietas. El efecto del salitre es hacer que aparezca una eflorescencia blanca. Gianluigi Colalucci, jefe de restauración del Laboratorio para la Restauración de Pinturas de los Monumentos Papales, comentó en su ensayo Los colores de Miguel Ángel redescubiertos que los primeros conservadores trataron el problema aplicando aceita de linaza o de nuez, que hacían que los depósitos de salitre se volvieran más transparentes.
En 1625, Lagi, el "dorador residente", llevó a cabo una restauración limpiando el techo con telas de lino y frotándolo con trozos de pan. Incluso usó pan húmedo para eliminar las suciedades más persistentes. Sus reportes afirman que los frescos "se restauraron hasta recobrar su belleza previa sin recibir ningún daño". Colalucci señala que Laggi aplicó "casi con seguridad" capas de barniz para revitalizar los colores pero que no lo menciona en sus informes con la intención de "preservar los secretos de su oficio".
Entre 1710 y 1713 se llevó a cabo una restauración más de la mano del pintor Annibale Mazzuoli y su hijo. Usaron esponjas humedecidas con vino griego, ya que según Colalucci era necesario por la acumulación de mugre por el hollín y la suciedad que habían quedado atrapados en los depósitos grasientos de la restauración previa. Mazzuoli trabajó toda la bóveda, de acuerdo con Colalucci, fortaleciendo su contraste al repintar algunos detalles. También repintaron algunas áreas cuyos colores se habían perdido por culpa de la eflorescencia de las sales. Las áreas repintadas fueron tratadas con pinceladas lineales. Colalucci menciona que Mazzuoli también aplicó una buena cantidad de barniz. La restauración se centró en la bóveda y le dio menos importancia al resto del esquema, como las lunetas.
La penúltima restauración fue llevada a cabo por el Laboratorio de Restauración del Museo Vaticano entre 1935 y 1938. El objetivo del trabajo era consolidar algunas áreas del intonaco (una capa de los frescos) en el extremo este del edificio y eliminar parcialmente el hollín y la suciedad.

## Última restauración
Los experimentos preliminares para la última restauración empezaron en 1979. El equipo de restauración estaba formado por Colalucci, Maurizio Rossi, Piergiorgio Bonetti entre otros, quienes tomaron como referencia las Reglas para la restauración de obras de arte que estableció en 1978 Carlo Pietrangeli, el director del Laboratorio Vaticano para la Restauración de Pinturas. Dichas reglas establecen el procedimiento y métodos empleados en la restauración. Una parte importante de esta última restauración, como lo establecen las reglas, fue el estudio y el análisis de la obra artística. Parte de esto fue la grabación de cada etapa del proceso de restauración. Este trabajo corrió a cargo del fotógrafo Takashi Okamura de la Nippon Television.
Entre junio de 1980 y octubre de 1984 se llevó a cabo la primera parte de la restauración, que comprendía trabajar en las lunetas hechas por Miguel Ángel. Después de eso, el trabajo se enfocó en la bóveda, que fue completada en diciembre de 1989 y para finalizar se trabajó en el Juicio Final. La restauración se mostró al público el 8 de abril de 1994 cuando Juan Pablo II la desveló. La última parte fue la restauración de los frescos de las paredes, que fue aprobada en 1994 y develada hasta el 11 de diciembre de 1999.

### Objetivos de los restauradores
Los objetivos de los restauradores eran los siguientes:
- Estudiar los frescos detenidamente, analizar los descubrimientos y utilizar las soluciones técnicas apropiadas.
- Registrar cada paso de las operaciones con archivos, fotografías y películas.
- Usar solo aquellos procedimientos y materiales sencillos, ampliamente probados, no dañinos y que puedan deshacerse los cambios.
- Reparar las grietas y los daños estructurales que amenazaban la estabilidad de la pintura.
- Eliminar las capas de suciedad debidas a la cera de las velas y a la mugre que se había depositado por la combustión de las velas de la capilla durante 500 años.
- Eliminar las reparaciones de los restauradores que habían intentado contrarrestar los efectos del hollín.
- Eliminar el aceite y la grasa animal usada para contrarrestar la salinización de las áreas por donde se había filtrado el agua.
- Eliminar los cúmulos cristalinos de sal que habían blanqueado zonas por donde se había filtrado el agua.
- Conservar superficies que estaban en peligro de posterior empeoramiento debido a la descamación.
- Restaurar con cuidado esas zonas donde el deterioro había destruido detalles y había provocado la pérdida de la integridad del conjunto. Este proceso incluía, por ejemplo, rellenar las grietas y pintarlas con un color parecido al original.
- Mantener en zonas pequeñas un recuerdo físico e histórico de las anteriores restauraciones que se habían llevado a cabo, como por ejemplo una zona con repintado y cera, y otra con intentos de contrarrestar la sal con aceite.

### Preparación y enfoque

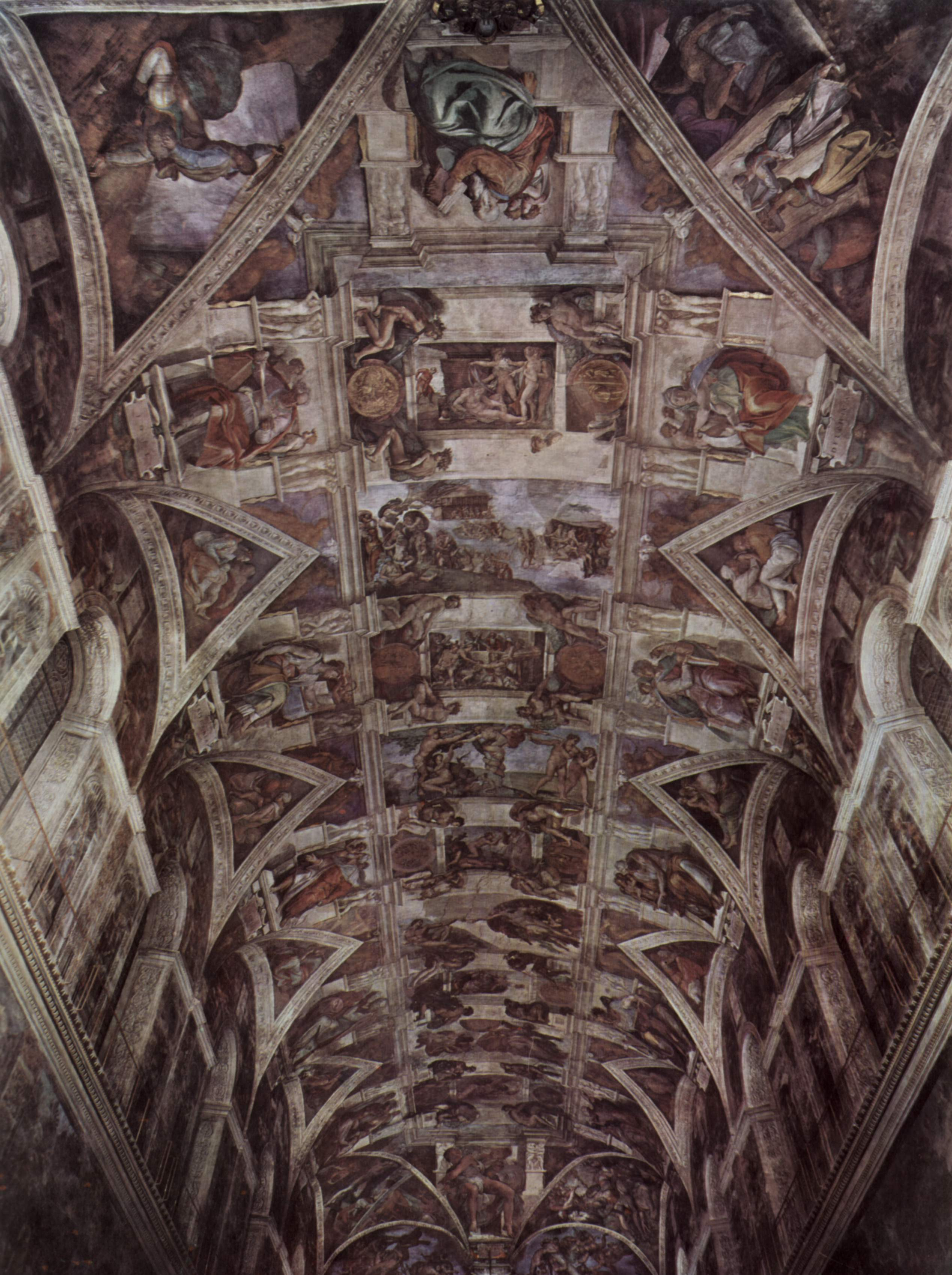
La Capilla Sixtina antes de la restauración.

En 1979, Gianluigi Colalucci, jefe restaurador del Laboratorio para la Restauración de las Pinturas de los Monumentos, Museos y Galerías Papales, empezó unos experimentos para determinar el mejor enfoque para la restauración de los frescos de la Capilla Sixtina. Las investigaciones empezaron con las pruebas al frescos ubicado en la pared Disputa sobre el cuerpo de Moises de Matteo da Lecce, que tenía unas características físicas y químicas en su técnica pictórica parecida a la usada en los frescos de Miguel Ángel. Las pruebas para encontrar los disolventes adecuados siguieron en pequeños trozos de las pinturas sobre Eleazar y Matan.
Debido a la altura de los techos y a la inaccesibilidad de los frescos de la bóveda, no se pudo prever un análisis detallado de la naturaleza de los daños y de los problemas que los restauradores se iban a encontrar hasta que la restauración se llevase a cabo y hasta que los andamios se pusiesen en la capilla. Parecía como si el análisis científico y la respuesta de los restuaradores a los problemas particulares formase parte dinámica del proceso y por tanto cambiante, más que algo que el equipo hubiese decidido aplicar a toda la estructura.
En 1980 se tomó la decisión de llevar a cabo la restauración completa. La Nippon Television financió con 4,2 millones de dólares a cambio de los derecho para grabar el trabajo.

### Andamiaje
El equipo de restauración usó para sus andamios de aluminio los mismos agujeros usados por Miguel Ángel para el andamio original. Así consiguieron completar la primera parte de la restauración, la de las superficies verticales y las enjutas curvas de las secciones superiores de las ventanas. Cuando siguieron con la bóveda, también utilizaron un sistema similar al usado por Miguel Ángel, que incluía voladizos que salían del andamiaje para apoyar plataformas desde donde restaurar el techo. Las facilidades de los materiales ultraligeros modernos facilitó la creación de estructuras con ruedas que facilitaban el movimiento a lo largo de la sala, ya que en la época de Miguel Ángel se debía desmantelar y reconstruir las estructuras para moverlas.

### Estado de los frescos

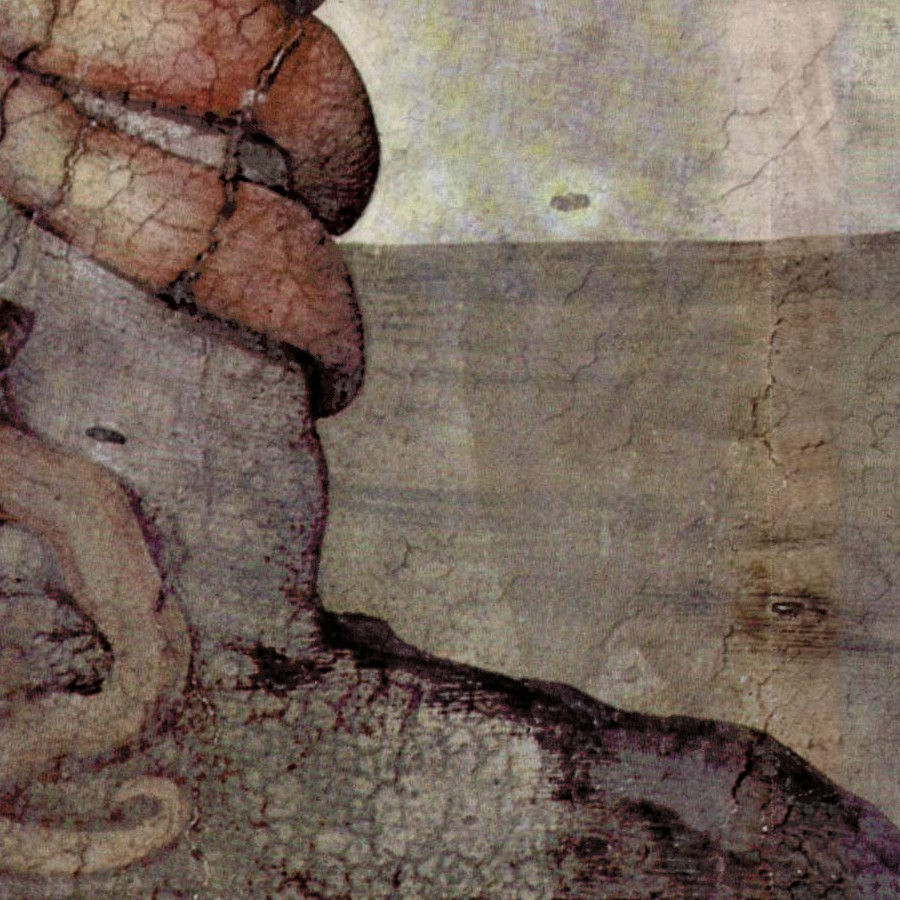
Este detalle de la Caída del hombre muestra el oscurecimiento de los colores hacia el monocromismo, grietas en la cal, clavijas metálicas de estabilizaciones previas, manchas por el agua, depósitos de sal y oscurecimiento por el salitre y sobrepintura.

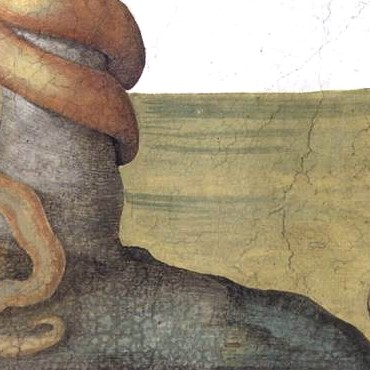
Este detalle de la misma sección muestra el brillo de los colores tras la limpieza. Las grietas se han rellenado y las clavijas eliminado, pintándolas como las zonas adjuntas. Las grietas pequeñas son más visibles al constrastar con una superficie más brillante. Los anillos de salitre son irreversibles.

Los descubrimientos de las investigaciones de 1979 mostraron que el interior de la capilla, y particularmente el techo, estaban cubiertos con una mezcla de humo de velas compuesto por cera y hollín (carbono amorfo). Sobre las ventanas, la principal fuente de ventilación, las lunetas estaban prácticamente opacas por el humo y los gases de la ciudad, y mucho más sucias que el propio techo. El edificio era un poco inestable y ya se había movido antes de los trabajos de Miguel Ángel en 1508, lo que provocó grietas en el techo y en una pechina tan grandes que se rellenaron con ladrillos y mortero antes de pintar. La zona superior de la bóveda ofrecía a Miguel Ángel una superficie irregular debido a las grietas y a las filtraciones de agua.
La continua entrada de agua por el techo y por los pasillos al aire libre que se encuentran por encima del nivel de la bóveda provocaron las filtraciones de agua que introdujeron sales del mortero del edificio y la depositaron en la bóveda debido a la evaporación. En algunas zonas esto hizo que la superficie de los frescos se levantase y abombase. Aunque la pérdida de color era un problema serio, el abombamiento de la superficie no lo era, ya que la fineza y transparencia de la pintura que usaba Miguel Ángel en la mayor parte de la bóveda permitía el paso de las sales sin que se quedasen bajo la superficie.
Todas las restauraciones previas habían dejado su marca en los frescos. Para eliminar el blanqueo producido por el salitre, se aplicó grasa animal y aceite vegetal, que hacía más transparentes los cristales de sal, pero que dejaba una capa pegajosa que acumulaba suciedad. Otro problema, más obvio en los pequeños putti que sujetan los nombres en las pechinas, era el salitre filtrándose por las pequeñas grietas y provocando anillos oscuros en la superficie. A diferencia de los depósitos de sal cristalinos, estos no se pueden eliminar y la mancha es irreversible. Las capas de barniz y pegamento se habían aplicado a muchas áreas. Estas se habían oscurecido y vuelto opacas. Los restauradores habían pintado detalles sobre las zonas oscurecidas para definir los rasgos de las figuras. Esto era especialmente significativo en las lunetas, enjutas y las partes bajas de las pechinas.
Se descubrió, tras un intensivo examen, que quitando los depósitos de humo, filtraciones de agua y grietas estructurales, la fina "piel pictórica" de los frescos de Miguel Ángel estaba en perfectas condiciones. Se cree que Miguel Ángel había usado las mejores técnicas del fresco, como describe Giorgio Vasari. La mayor parte de la pintura estaba bien adherida y necesitaba pocos retoques. La cal sobre el que las pinturas se encontraban necesitaba en general asegurarse ya que los anteriores restauradores habían puesto clavijas de bronce en él.

### Intervenciones
Antes de empezar la restauración, el equipo pasó seis meses investigando la composición y las condiciones de los frescos, mantuvieron conversaciones con los miembros del equipo que restauró los frescos en los años 1930 e hicieron un estudio científico detallado para averiguar qué disolventes y métodos serían los mejores para esa superficie en particular.
La primera parte de la restauración física fue volver a pegar cualquier área de cal (de aproximadamente 5 mm de grosor) que pudiese estar en peligro de separarse y romperse. Esto se hizo inyectando resina de polivinilacetato. Además, se eliminaron las agarraderas de bronce que se habían usado para estabilizar la superficie y que estaban causando grietas, que fueron selladas. Los pigmentos que parecía que no estaban bien adheridos se consolidaron con la absorción de resina acrílica diluida.
Se usaron varios disolventes para limpiar la superficie. Para eliminar el hollín y los chicles soluble en agua se utilizó agua destilada. Los retoques y las repinturas de restauraciones sucesivas se eliminaron con un disolvente gelatinoso, aplicado en diferentes etapas y eliminado con agua destilada. La eflorescencia de la sal de carbonato cálcico se trató aplicando una disolución de dimetilformamida. El último paso fue aplicar una disolución débil de un polímero acrílico para consolidar y proteger la superficie, y limpiar a fondo.
En algunas zonas fue necesario retocar los colores para integrar el material en el esquema. Estas zonas se pintaron con trazos verticales del pincel, hecho que no es visible desde la distancia, pero que se puede distinguir desde cerca.
Pequeñas zonas se dejaron sin restaurar, para conservar el registro histórico y física de las restauraciones anteriores que se habían llevado a cabo, por ejemplo una zona con repintado y cera, y otra con intentos de contrarrestar la sal con aceite.

## Protección ambiental de los frescos
Una vez que las capas de cera, barniz y pegamento natural se quitaron de la superficie de los frescos de la Capilla Sixtina, éstos se encontraban ante peligros que los anteriores restauradores no habían predicho.
Uno de los mayores peligros para los frescos actualmente son las emisiones de los automóviles. El segundo mayor peligro es la cantidad de turistas que pasan por la capilla cada día, que provocan cambios de temperatura, humedad, polvo y bacterias. Las superficies de cal limpias están en mayor peligro ante estos elementos destructivos que aquellas que están cubiertas por una capa de cera humeante.
Anteriormente, el único sistema de ventilación de la capilla eran las ventanas del nivel superior de las paredes. Para impedir que entrasen los gases de combustión y los contaminantes atmosféricos traídos por el viento se cerraron las ventanas de manera permanente y se instaló un sistema de aire acondicionado.
La instalación corrió a cargo de Carrier de la United Technologies Corporation y se completó con la cooperación de la Oficina Vaticana de Servicios Técnicos. Se diseñó especialmente para contrarrestar los problemas específicos de la capilla, como son los rápidos cambios de temperatura y humedad que suceden cuando empiezan a entrar los turistas cada mañana y cuando se marchan al final de la tarde.
El aire acondicionado no solo controla la temperatura, sino que también monitoriza los cambios humedad relativa entre los meses de verano e invierno para que los cambios atmosféricos sucedan de manera gradual. El aire cercano a la bóveda es templado, mientras que el aire en la parte baja de la estancia es más frío y hace que circule más rápido, provocando que las partículas de suciedad caigan al suelo en vez de subir hacia el techo. Además existen filtros para las bacterias y los contaminantes químicos.
Especificaciones ambientales:
- Temperatura: 20 °C en verano, subiendo gradualmente hasta 25 °C en invierno.
- Humedad relativa en la bóveda: 55% +/- 5%.
- Filtro de aire: elimina partículas de hasta 0,1 micras.
- Sensores: 92, de los cuales la mitad son para soporte en caso de fallo
- Longitud cables: 26 km.

## Reacciones a la restauración

### Problema del carbón negro
Los restauradores han asumido que todas las capas de grasa y suciedad en el techo, fueron el resultado de las velas encendidas. Contrariamente a esta opinión, James Beck, y muchos artistas han sugerido que Miguel Ángel pudo haber utilizado el hollín mezclado con pegamento para enfatizar las sombras y mejorar la definición de áreas oscuras y en seco. Si es así, gran parte de este trabajo fue eliminado durante la restauración.
En algunas de las figuras, sin embargo, son todavía claras las huellas de pintura con el uso del hollín. La explicación obvia es que el largo período en el que Miguel Ángel estaba en el trabajo, probablemente por una variedad de razones, cambiaba su técnica. Fenómenos que podrían influir en el grado de acabado conseguido en el trabajo de un día en particular se incluye el calor y la humedad, y el número de horas de luz. Lo que podría haber sido la razón de estas diferencias, se ve con notable evidencia en diferentes métodos de luz y sombras en las figuras individuales.
Aun así, hay amplias zonas de sombra que dan relieve a la figura de la Sibila de Cumas. Pero
es más de un relieve tridimensional el que los amantes del arte esperaban ver del trabajo del hombre que esculpió al Moisés. Los críticos de la restauración han dicho que este era precisamente el objetivo de los frescos de Miguel Ángel, y que muchos habían marcado contrastes de colores, dispuestos lado a lado, que más tarde optarían el estilo "seco" para conseguir este efecto, que ahora se ha perdido debido a una limpieza muy escrupulosa.
| Fresco en la Bóveda de la Capilla Sixtina, hecho por Miguel Ángel. |
| |
| Estado diferente después de la restauración de obras en dos velas similares. En el ala izquierda, los detalles de los negros, el vestido, los ojos y la arquitectura están intactos. En el ala derecho, estos detalles se han perdido debido a la limpieza. |

En la restauración se perdió uniformidad al igual que finos detalles arquitectónicos hechos en seco: las conchas, las bellotas y adornos, que Miguel Ángel probablemente encargó a algunos de sus asistentes. El tratamiento de estos datos varían considerablemente. En algunas ocasiones, por ejemplo en el ala de Ezequías, los detalles arquitectónicos fueron pintados "al fresco" y han permanecido intactos.
La comparación entre dos situaciones diferentes revela la bóveda de la pintura después de la restauración. La vela que vemos en la izquierda tiene definidas las sombras y detalles en negro. El vestido verde brillante, con áreas amarillas se ha pintado de negro junto con sombras profundas. Los ojos del niño se pintan con blanco y negro. La presencia continua sugiere que estos detalles se hayan completado cuando la superficie de cal estaba húmeda. En el ala derecha la reproducción se ve incompleta. Antes de la restauración la ropa se veía más oscura, detalles sumamente notorios tanto en el arte, como en la arquitectura propia.

### Restauración de la luz
Carlo Pietrangeli, ex director general de los Museos del Vaticano, argumentó que la restauración: "Es como abrir una ventana en un cuarto oscuro y verlo inundado de luz". El eco de las palabras de Giorgio Vasari en el siglo XVI, dando su opinión de la Capilla Sixtina: 

Este trabajo ha sido realmente la luz que ha hecho tanto y ha ayudado al arte de la pintura, que fue suficiente para iluminar el mundo durante cientos de años en una era de oscuridad.

Pietrangeli, en su prefacio a la Capilla Sixtina, escrito después de la restauración de los lunetos, pero antes de la restauración del tiempo, alabó a los que tuvieron la valentía de empezar el proceso de restauración, y agradeció no solo los que han visitado el sitio de restauración mientras estaba todavía en curso, y de igual manera, a aquellos que fueron críticos de la obra. Pietrangeli, reconoció que estos individuos impulsaron al equipo a lograr la restauración de la documentación meticulosamente, de modo que estará para aquellos que se involucran, ahora y en el futuro, un informe que detalla los criterios y métodos por los que el trabajo había sido hecho.

### Críticas y alabanzas
Cuando se anunció que se iba a restaurar los frescos de la Capilla Sixtina, se lanzaron muchas preguntas y objeciones por parte de los historiadores de arte de todo el mundo. Uno de los que hizo oír su voz más alta fue James Beck de la ArtWatch International. Alertó varias veces sobre el posible daño a la obra de Miguel Ángel con una restauración de esa magnitud. Un argumento que se ha usado repetidamente es que todas las intervenciones anteriores habían dañado de una u otra forma la obra. Cualquier restauración, en contrapunto con la conservación, pone en riesgo la obra de arte. La conservación ayuda a preservar el trabajo en su estado actual y lo previene de un deterioro futuro. Beck escribió sobre todas estas preocupaciones en Art Restoration, the Culture, the Business and the Scandal.

En la retórica de esta conversacióm, [los conservadores] dicen que la restauración anterior no fue buena -ahora vamos a hacer una verdaderamente buena. Es como hacerse un lifting. ¿Cuántas veces puede hacerse una persona un lifting sin que su pobre piel parezca una piel de naranja?
James Beck

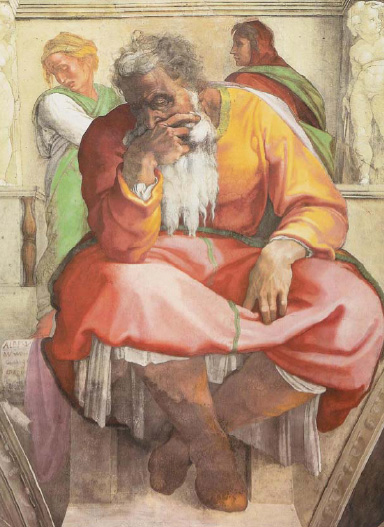
Jeremías lamentando la destrucción de Jerusalén.

Mientras que James Beck se "enredó en un debate público" con Gianluigi Colalucci, jefe del equipo de restauración, un marchante de arte neoyorquino, Ronald Feldman, redactó una petición que fue apoyada por 15 conocidos artistas estadounidenses, entre los que estaban Robert Motherwell, George Segal, Robert Rauschenberg, Christo y Andy Warhol. Estos pedían al papa Juan Pablo II que parase el proceso de la Capilla Sixtina, así como la restauración de La Última Cena de Leonardo da Vinci.
Una garantía por parte del equipo de restauración fue que todo se debía desarrollar de manera transparente, que los periodistas, historiadores y cualquier profesional de buena fe debería tener acceso a la información y a ver los trabajos. Sin embargo, una sola compañía, Nippon Television, tenía los derechos de fotografía. Michael Kimmelman, director de críticos de arte de The New York Times, escribió en 1991 que las críticas por la restauración del techo y las lunetas se debía en parte por la negativa de Nippon Television a hacer públicas las fotografías que habían tomado con el derecho de exclusividad y que habían registrado todos los pasos del proceso y que eran la única evidencia de que las cosas se habían hecho correctamente (o incorrectamente).
Según Kimmelman, la razón por la que se negaron a producir fotos de los detalles, que hubiesen calmado a aquellos que estaban asustados por esta restauración, era la intención de esta compañía de producir una edición limitada de dos grandes volúmenes de un libro de escritorio ("tan grande como una mesa de café"). El precio del libro fue de 1000 dólares. Kimmelman se refiere al hecho de que estas fotos solo estaban al alcance de aquellos que pudieran pagar esa cifra desorbitada que "no [era] generosa" e "inmoral".

Algunos se mostraron encantados con la restauración a medida que el trabajo se iba completando. El papa Juan Pablo II hizo una homilía inaugural tras cada fase. En diciembre de 1999, tras acabarse la restauración de los frescos de la pared, dijo:

Sería difícil encontrar un comentario visual más elocuente para esta imagen bíblica que la Capilla Sixtina, cuyo total esplendor podemos disfrutar hoy gracias a la restauración recientemente acabada. Nuestra alegría es compartida con todos los creyentes del mundo, no sólo aman este lugar por las obras maestras que alberga, sino también por el papel que ha jugado en la vida de la Iglesia.
Papa Juan Pablo II

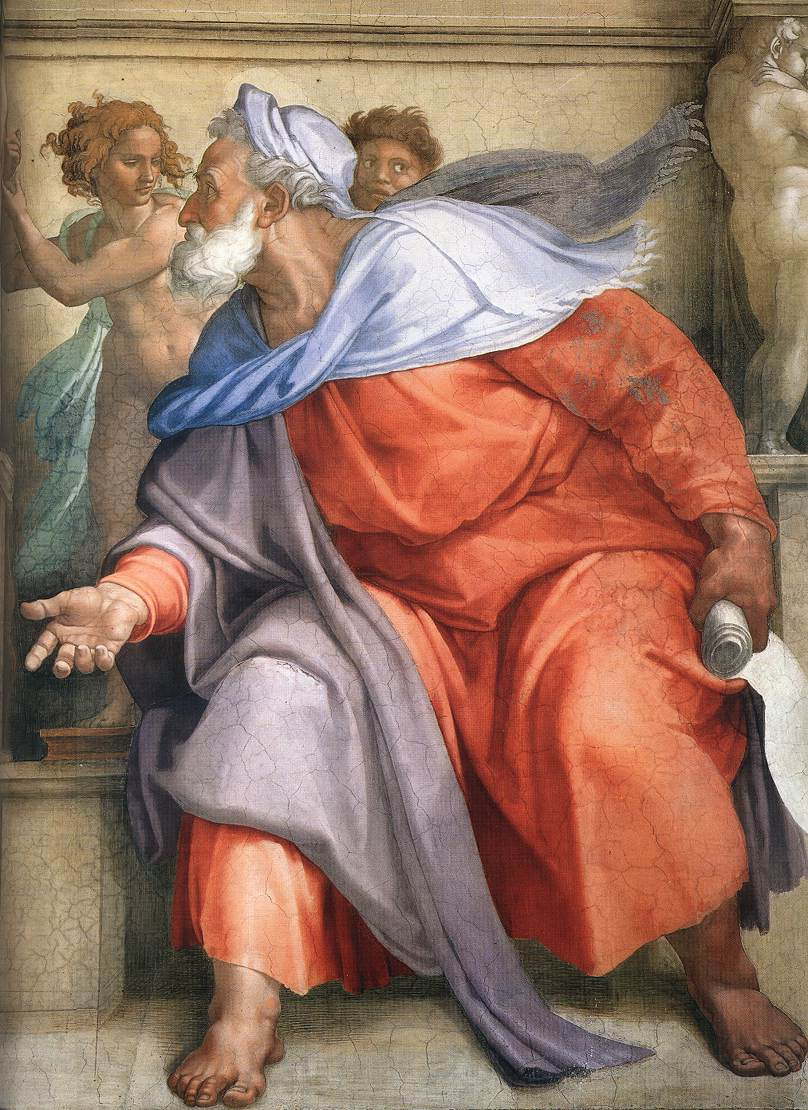
El profeta Ezequiel oye la voz de Dios

El cardenal Edmund Szoka, gobernador de la Ciudad del Vaticano, dijo: "Esta restauración y la experiencia de los restauradores nos permite contemplar las pinturas como si tuviésemos la oportunidad de estar el día en que se mostraron por primera vez".
Un escritor anónimo de Carrier, la compañía que ayudó en la instalación del aire acondicionado para la conservación futura de los frescos, fue aún más elocuente:

Como artista, Miguel Ángel dependía de esa luz dada por Dios para crear. Como observadores, dependemos de ella para ver la grandeza de ese artista. Ciudadanos de los últimos años del siglo XX, somos afortunados, ya que muchos millones de personas en los últimos cuatro siglos y medio han vistos los frescos de la capilla de Miguel Ángel a través de lentes ahumadas[...]

La mugre acumulada durante siglos ha embotado los colores y ha borrado los detalles. Ha aplastado los frescos y robado su suculenta redondez. Pero gracias a los esfuerzos de una década hechos por los restauradores del Vaticano, esa máscara se ha eliminado.

Otros escritores fueron menos aduladores. Andrew Wordsworth del periódico londinense The Independent, expresó su mayor preocupación:

Parece que hay pocas dudas de que parte de los techos de la Capilla Sixtina se pintaron al seco (esto es, una vez que la escayola se ha secado), pero los restauradores decidieron que era necesaria una limpieza radical, dada la cantidad de suciedad que se había acumulado (en particular debida a la cera de las velas). Es por ello que el techo tiene ahora un aspecto curiosamente limpio por dentro, con un bonito color pero sin sabor - un efecto poco parecido al de la intensidad sensual de la escultura de Miguel Ángel.
Andrew Wordsworth

Este tema crucial también fue enfatizado por Beck y definido en términos muy claros en la página web del artista Peter Layne Arguimbau.

### Críticas
La parte de la restauración de la Capilla Sixtina que provocó mayores temores fue el techo, pintado por Miguel Ángel. La aparición de colores brillantes en la Genealogía de Cristo, que hasta entonces se encontraba en la penumbra, alimentaron el miedo a que los métodos empleados en la limpieza fuesen demasiado agresivos. A pesar de los avisos el trabajo en la bóveda continuó y, según algunos críticos como James Beck, sus peores temores se confirmaron cuando se completó la limpieza del techo.
La causa de las diferencias se encuentran en el análisis y comprensión de las técnicas utilizadas por Miguel Ángel, y en las respuestas técnicas de los restauradores a su comprensión. Tras examinar los frescos de las lunetas, los restauradores se convencieron de que Miguel Ángel había trabajado exclusivamente con buon fresco. Esto significa que el artista trabajó solo sobre cal fresca y que cada trozo de la obra se había completado cuando la cal estaba aún fresca. En otras palabras, Miguel Ángel no trabajó a secco, por lo que no se añadieron detalles a la cal una vez seca.
Los restauradores, asumiendo que el artista tuvo una visión uniforme en la obra, tuvieron una visión uniforme en la restauración. Se llegó a la conclusión que toda la capa oscura de cola de origen animal y hollín de lámpara, toda la cera y todas las zonas repintadas constituían contaminación de una manera o de otra: depósitos de humo, intentos primitivos de restauración y retoques de pintura realizados por restauradores en su intento por resaltar el aspecto de la obra. Basándose en esta decisión, de acuerdo con la lectura crítica de Arguimbau de los datos aportados sobre de la restauración, los químicos del equipo de restauración optaron por un solvente que pudiera decapar el techo hasta llegar al enlucido pigmentado. Después del tratamiento,
solo aquello que estuviese pintado al fresco permanecería.

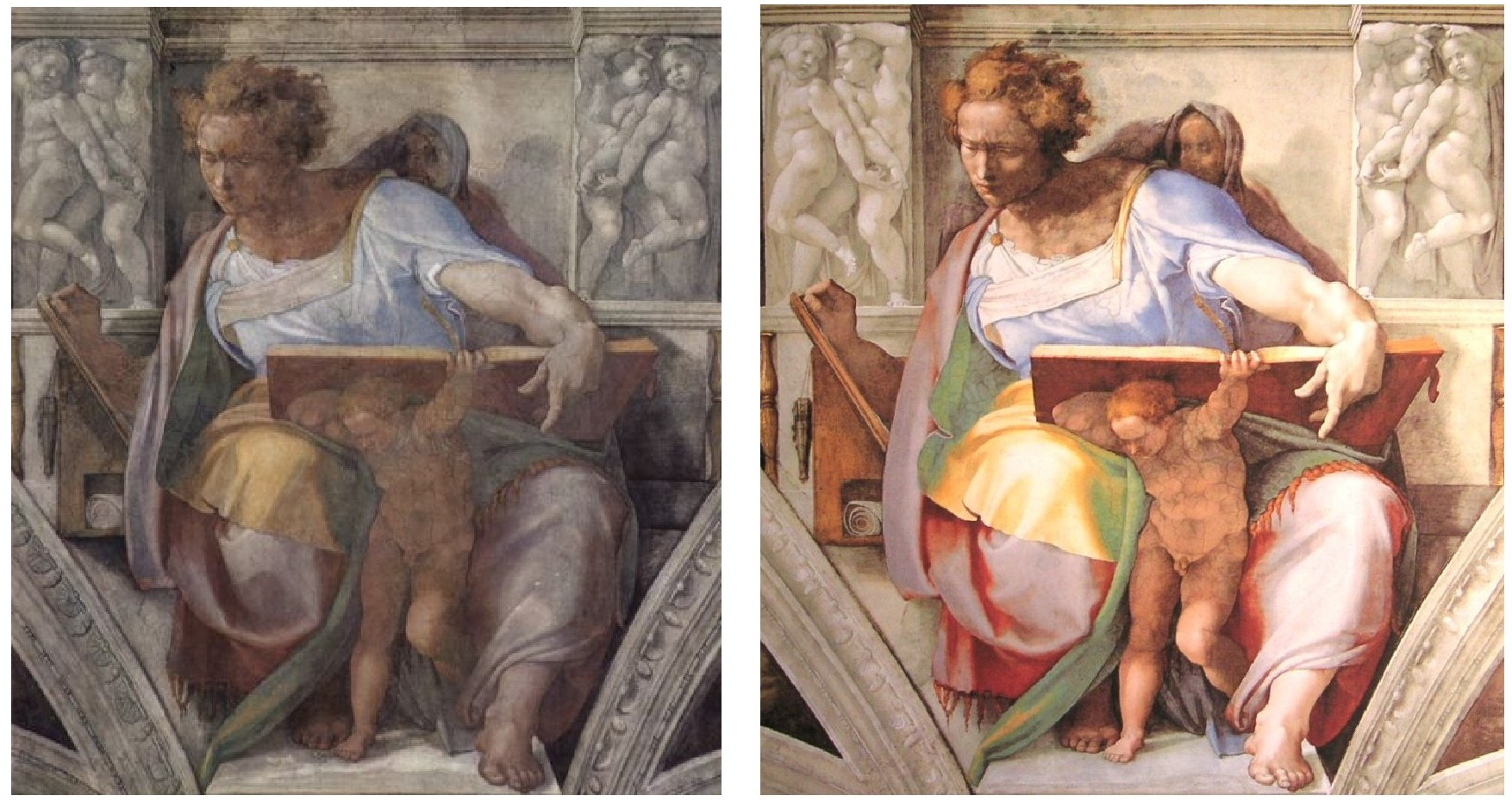
Daniel, antes y después de la restauración.

Según los críticos, el problema inherente a este enfoque es que se basó en gran medida en la suposición de que Miguel Ángel pintó solo al buon fresco, que siempre estaba satisfecho con el resultado al final del día, y que en cuatro años y medio dedicados al techo, se metió exclusivamente a un enfoque, y nunca hizo pequeñas alteraciones o agregó detalles. Arguimbau, en su página web, cita a Colalucci, el jefe del equipo, como que se contradice a sí mismo sobre este asunto. Un resumen de las declaraciones de Colalucci, en el orden en que aparecen en el apéndice titulado Colores de Miguel Ángel al descubierto es lo siguiente:

Los restauradores de la obra, que habían tomado parte en la restauración de los años 30, fueron entrevistados en la fase de preparación de la restauración actual. Se ha argumentado que Miguel Ángel había trabajado en los frescos usando seca esmalte, o recubiertos como fijador. Colalucci refuta esos comentarios, diciendo que Miguel Ángel trabajó exclusivamente usanto el estilo buon fresco. Sin embargo, el mismo Colalucci se contradice al decir que Miguel Ángel trabajó en seco, pero "como mínimo" y "sin lunetas". Colalucci también habló del "mantenimiento riguroso" de la técnica del buon fresco de Miguel Ángel, lo que contradice esta afirmación con una descripción de los ajustes de Miguel Ángel en seco habría hecho el hombro de Eleazar y al pie de Reboam, tanto en las lunetas. También dijo que Miguel Ángel había elaborado un fresco "sin arrepentimiento", pero haciendo sólo pequeñas correcciones en el fresco.

La crítica constante se relaciona con el hecho de que los restauradores han supuesto saber el resultado final que el pintor quería conseguir en cada caso en todo el espacio de tiempo, y con qué métodos los había conseguido. Las voces discordantes han sido vehementes sobre el tema y las preguntas siguen sin respuesta.